# De windbrekers
De windbrekers is het honderddertiende stripverhaal uit de reeks van Suske en Wiske. Het is het zesde en tevens laatste verhaal dat het eerst verschenen is als poppenfilm en vervolgens pas in stripvorm. De afleveringen van de poppenfilm werden op de Nederlandse televisie uitgezonden van 6 oktober 1976 tot en met 15 december 1976, waarna Paul Geerts het bewerkte tot een stripverhaal. De eerste albumuitgave in de Vierkleurenreeks was in september 1980, met nummer 179.

## Locaties
- de Stille Oceaan, Polynesië, Foetsji (eiland), Stormoloeloe (eiland) met het oerwoud der verschrikkingen en de grotvesting.

## Personages
- Suske, Wiske, tante Sidonia, Lambik, Jerom, professor Barabas, gasten café, Or-Ka-Han (tovenaar), Bébéwaji (stenen beeld), Kikiwaji, Donderoko, Teowaji.

## Uitvindingen
- De klankentapper, de terranef, het straalkanon, de teletijdmachine

## Het verhaal
Lambik hoort in zijn stamcafé op de radio dat onverklaarbare rukwinden het land teisteren, er zou zelfs een zware steen door de spookachtige stormwind worden voortgeblazen door de lucht. Als Lambik naar huis loopt wordt hij weggeblazen door een rukwind en hij schrikt van een pratende lantaarnpaal en een kat. Dan stort er een grote steen neer in de tuin van tante Sidonia en de kat volgt Lambik naar het huis van zijn vrienden. De vrienden brengen het beeld naar professor Barabas, hij denkt dat het uit de Polinesische cultuur komt, en ze merken dat het beeld seinen maakt. Het beeld wordt weer verstopt in het gat in de tuin en professor Barabas ontcijfert de code: "Kom van Foetsjieiland Or-Ka-Han, de boze tovenaar wil het dorp vernietigen". Dan komt de sprekende kat bij het huis van tante Sidonia en de vrienden geloven het verhaal van Lambik niet, waarna hij boos vertrekt. De kat ondervraagt tante Sidonia in haar slaap en de vrienden ontdekken dat het beeld verdwenen is. Lambik blijkt het beeld verstopt te hebben samen met Jerom omdat hij het zaakje toch niet vertrouwde. Ze hebben de kat gezien, de kat verdween in een windvlaag nadat hij het lege gat had gevonden. De vrienden gaan opnieuw naar de professor en horen via de klankentapper dat het beeld een koningskind is, de tovenaar wilde met de moeder trouwen maar werd afgewezen. De tovenaar liet het eiland teisteren door stormen en de koning liet stenen beelden op de kust plaatsen om de wind te breken. De moeder, een goede fee, toverde het gezin ook om in stenen beelden om het volk te beschermen, maar het kind was te licht en werd weggeblazen door de wind. De harten van de ouders stopten door het verdriet om het verlies van hun baby. Lambik treft Jerom per ongeluk met het straalkanon waardoor deze in slaap valt en de vrienden gaan met de terranef op weg naar het eiland. Ze komen aan op het eiland Stormoloeloe, waar de tovenaar aan zijn blaasbalg werkt. De vrienden maken een afdak waar ze het beeld onder leggen en ze ondervragen het opnieuw met de klankentapper.
De tovenaar ziet dat de vrienden op het eiland zijn aangekomen en hij stuurt zijn domme helper Donderoko op hen af; de vrienden kunnen hem verjagen maar de pijl die hen door de koraalriffen kan leiden is afgebroken. Tante Sidonia klimt naar de pijl en houdt deze op zijn plaats, maar het beeld wordt gestolen. Suske en Wiske gaan op zoek naar het beeld en horen via de klankentapper van een schildpad waar het is verstopt. Lambik roept professor Barabas op en vertelt wat er is gebeurd. Professor Barabas legt de slapende Jerom in de cabine van de teletijdmachine en flitst hem naar het eiland Foetsjie. Wiske wordt in het oerwoud der verschrikkingen door een vleesetende plant gepakt, maar Suske kan haar bevrijden. De kinderen vinden de boom waarin Bébéwaji is verstopt, maar worden dan door pijlplanten bestookt. Lambik komt de kinderen net op tijd te hulp met het straalkanon, en ze halen het beeld uit de boom; Suske en Wiske halen het vlot en brengen het beeld naar de kust. Lambik komt Donderoko tegen in het oerwoud en deze wil hem met zijn cimbalen neerbliksemen, maar Lambik kan hem verjagen. Lambik komt in de grotvesting, maar wordt door de tovenaar neergeslagen. Or-Ka-Han ziet dat Suske en Wiske met het vlot op weg zijn naar Foetsji en hij veroorzaakt een storm met zijn blaasbalg. Tante Sidonia raakt Jerom met een pijl van de wijzer en daardoor wordt hij wakker en zorgt ervoor dat de beelden niet wegwaaien. Suske en Wiske zetten het babybeeld tussen haar ouders, de harten van de beelden beginnen weer te kloppen nu hun kind terug is. Lambik verslaat de tovenaar en hij vernielt de blaasbalg. Lambik en tante Sidonia gaan met de tovenaar naar Foetsji en ze horen via de klankentapper het verhaal van de beelden. Or-Ka-Han tovert zichzelf om tot een beeld en vertelt dat hij ook wil blijven om het eiland te beschermen, hij ziet nu in dat hij fout bezig was. Jerom gaat naar het andere eiland en herstelt de terranef, de vrienden nemen afscheid van de beelden en gaan naar huis.

## Trivia
- In de poppenserie was een rol weggelegd voor Krimson, die hier als een stuntelige boef werd neergezet. In deze stripversie is Krimson vervangen door Donderoko.
- Het eiland Foetsji met de beelden langs de kust doet erg denken aan Paaseiland met de moai, het hele eiland staat op de Werelderfgoedlijst van UNESCO.
- De andere verhalen uit de poppenserie zijn:
  - De gouden locomotief
  - De minilotten van Kokonera
  - De zingende kaars
  - De regenboogprinses
  - Het laatste dwaallicht